# Strażnicy Cedrów
Narodowy Ruch Libański – Strażnicy Cedrów (arab. حراس الأرز, Ḥurrās al-Arz) – skrajnie prawicowa libańska partia polityczna, głosząca ideologię fenicjanizmu; dawna chrześcijańska formacja zbrojna, istniejącą w okresie wojny domowej w Libanie. Została założona przez Étienne'a Sakra we wczesnych latach 70. i liczyła ok. 1000 członków. Strażnicy Cedrów wchodzili w skład Frontu Libańskiego i Sił Libańskich. Organizacja współdziałała z oddziałami izraelskimi i Armią Południowego Libanu oraz wspierała rząd gen. Michela Aouna. Członkowie milicji odznaczali się dużymi walorami bojowymi, ale także okrucieństwem wobec wrogów. Po opuszczeniu przez Izrael południowego Libanu musieli udać się na emigrację ze względu na ciążące na nich zarzuty dotyczące współpracy z izraelskim okupantem i popełniania przez nich zbrodni wojennych.